# Disolvente prótico
En química, un disolvente prótico es un disolvente que tiene un átomo de hidrógeno unido a un oxígeno (como en un grupo hidroxilo −OH), un nitrógeno (como en un grupo amina−NH
2 o −NH−), o fluoruro (como en el fluoruro de hidrógeno). En términos generales, cualquier disolvente que contenga un H+
 lábil se llama disolvente prótico. Sus moléculas donan fácilmente protones (H+
) a solutos, a menudo mediante enlaces de hidrógeno. El agua es el disolvente prótico más común. Por el contrario, los disolventes apróticos polares no pueden donar protones, pero aún tienen la capacidad de disolver muchas sales.
Hay métodos disponibles para la purificación de disolventes comunes
| Disolvente                   | Fórmula química    | Punto de ebullición | Constante dieléctrica | Densidad   | Momento dipolar (D) |
| ---------------------------- | ------------------ | ------------------- | --------------------- | ---------- | ------------------- |
| Disolventes próticos polares |                    |                     |                       |            |                     |
| Ácido fórmico                | HCO 2H             | 101 °C              | 58                    | 1,210 g/mL | 1,41D               |
| n-butanol                    | CH 3CH 2CH 2CH 2OH | 118 °C              | 18                    | 0,810 g/mL | 1,63D               |
| Isopropanol (IPA)            | (CH 3) 2CH(OH)     | 82 °C               | 18                    | 0,785 g/mL | 1,66D               |
| Nitrometano                  | CH 3NO 2           | 101 °C              | 35,87                 | 1,137 g/mL | 3,56D               |
| Etanol (EtOH)                | CH 3CH 2OH         | 79 °C               | 24,55                 | 0,789 g/mL | 1,69D               |
| Metanol (MeOH)               | CH 3OH             | 65 °C               | 33                    | 0,791 g/mL | 1,70D               |
| Ácido acético (AcOH)         | CH 3CO 2H          | 118 °C              | 6.2                   | 1,049 g/mL | 1,74D               |
| Agua                         | H 2O               | 100 °C              | 80                    | 1,000 g/mL | 1,85D               |